# Koniarovce
Koniarovce é um município da Eslováquia, situado no distrito de Topoľčany, na região de Nitra. Tem 3,6 km² de área e sua população em 2018 foi estimada em 646 habitantes.

## Demografia
| Ano:        | 1994 | 2004   | 2014   | 2024   |
| ----------- | ---- | ------ | ------ | ------ |
| Broj ljudi: | 623  | 625    | 648    | 661    |
| Razlika:    |      | +0,32% | +3,68% | +2,00% |

| Ano:               | 2023 | 2024   |
| ------------------ | ---- | ------ |
| Número de pessoas: | 662  | 661    |
| Diferença:         |      | -0,15% |